# Reação exotérmica

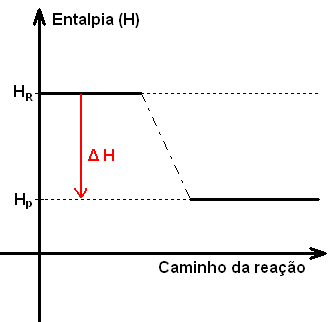
H_{p} = Entalpia dos produtos
H_{r} = Entalpia dos reagentes
ΔH = Variação negativa de entalpia

Uma reação exotérmica é uma reação química cuja energia é transferida de um meio interior para o meio exterior, aquecendo o ambiente consequentemente. Ou seja, ocorre liberação de calor, sendo, portanto, a energia final dos produtos menor que a energia inicial dos reagentes. Disso se conclui que a variação de energia é negativa. Um exemplo disso é a reação de queima de produtos inflamáveis, como álcool ou a gasolina, que liberam muita energia térmica não contida inicialmente em seu meio.